# Hydropsalis
Hydropsalis – rodzaj ptaków z podrodziny lelków (Caprimulginae) w obrębie rodziny lelkowatych (Caprimulgidae).

## Zasięg występowania
Rodzaj obejmuje gatunki występujące w Ameryce Południowej.

## Morfologia
Długość ciała 20,3–30 cm (bez długich piór ogonowych które u samców dochodzą do 66 cm); masa ciała samic 45–57 g, samców 42–63 g. 

## Systematyka
Rodzaj zdefiniował w 1832 roku niemiecki przyrodnik Johann Georg Wagler w artykule poświęconym nowym taksonom ssaków i ptaków, opublikowanym w czasopiśmie „Isis von Oken”. Wagler wymienił dwa gatunki – Hydropsalis azarae Wagler, 1832 (= Caprimulgus furcifer Vieillot, 1817) i Caprimulgus manurus Vieillot, 1817 (= Caprimulgus torquatus J.F. Gmelin, 1789) – z których gatunkiem typowym jest (późniejsze oznaczenie) Caprimulgus furcifer Vieillot, 1817 (lelkowiec długosterny).

### Etymologia
- Hydropsalis (Hydropsalia, Hydropsallis, Pydropsalis): gr. ὑδρο- hudro- ‘wodny-’, od ὑδωρ hudōr, ὑδατος hudatos ‘woda’; ψαλις psalis, ψαλιδος psalidos ‘nożyczki’[9].
- Psalurus (Psalarus): epitet gatunkowy Caprimulgus psalurus[c] Temminck, 1823; gr. ψαλις psalis, ψαλιδος psalidos ‘nożyczki’; -ουρος -ouros ‘-ogonowy’, od ουρα oura ‘ogon’[10]. Gatunek typowy: Caprimulgus torquatus J.F. Gmelin, 1789.
- Diplopsalis: gr. διπλος diplos ‘podwójny’, od δυο duo ‘dwa’; ψαλις psalis, ψαλιδος psalidos ‘nożyce’[11]. Gatunek typowy: Hydropsalis trifurcatus[d] Tschudi, 1845.

### Podział systematyczny
Do rodzaju należą następujące gatunki:
- Hydropsalis climacocerca (Tschudi, 1844) – lelkowiec widłoogonowy
- Hydropsalis torquata (J.F. Gmelin, 1789) – lelkowiec długosterny